# Altair 8800

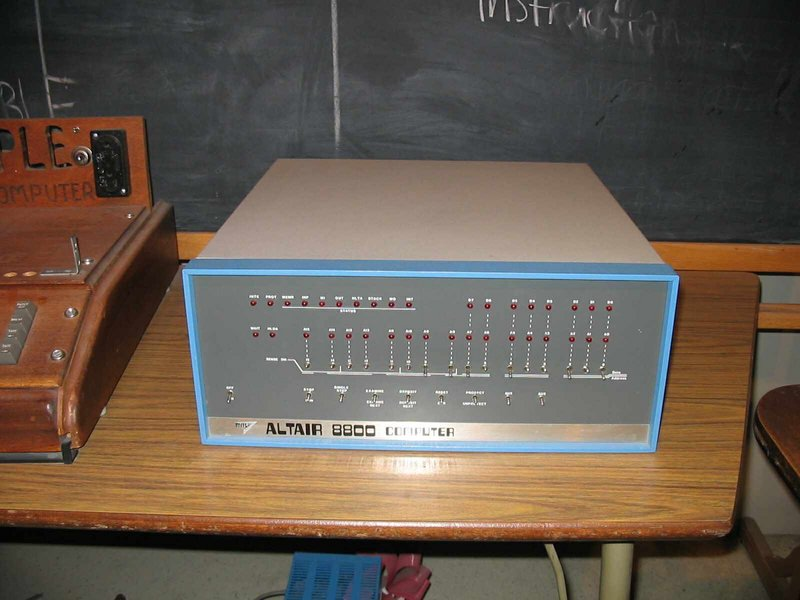
De Altair 8800

De MITS Altair 8800 is een microcomputer gebaseerd op de Intel 8080A-processor. Het vormde de start van de ontwikkeling van de personal computer.
De Altair 8800 werd in 1975 ontwikkeld door Ed Roberts en zijn bedrijf MITS en werd voor 397 Amerikaanse dollars als bouwpakket door het Amerikaanse blad Popular Electronics verkocht. De ontwerpers dachten een paar honderd stuks te verkopen aan hobbyisten, maar tot hun verrassing verkochten ze tien keer zoveel gedurende de eerste paar maanden. Vandaag de dag wordt de Altair algemeen erkend als het begin van de ontwikkeling van de personal computer in de daarop volgende jaren. De interne computerbus (de S-100 bus) werd de de-facto industriestandaard en de eerste programmeertaal voor dit apparaat (Altair BASIC) was het product waarmee Microsoft begonnen is.

## Techniek
De Altair bestaat uit de S100-bus welke is ontworpen door Ed Roberts. Op deze bus konden eventueel uitbreidingskaarten gestoken worden. De 8080-processor werkte op 2 MHz en had 256 byte geheugen beschikbaar.
Het aflezen gebeurde met leds op de voorkant, en commando's werden ingevoerd met behulp van een rij schakelaars.

## Einde van de Altair
Binnen zes maanden was er concurrentie in de vorm van de IMSAI 8080, die al een toetsenbord, beeldscherm en diskettestation bezat. In 1976 waren er al meerdere apparaten die verder waren dan de Altair 8800. Ed Roberts eiste van de nieuwe computerwinkels dat zij alleen maar zijn Altair zouden verkopen. Maar daardoor keerden de computerwinkels zich juist van de Altair af en verkochten de andere merken. Zodoende werd de Altair snel uit de markt gedrukt die het zelf had gecreëerd.